# مسابقات جهانی ژیمناستیک هنری ۲۰۰۳

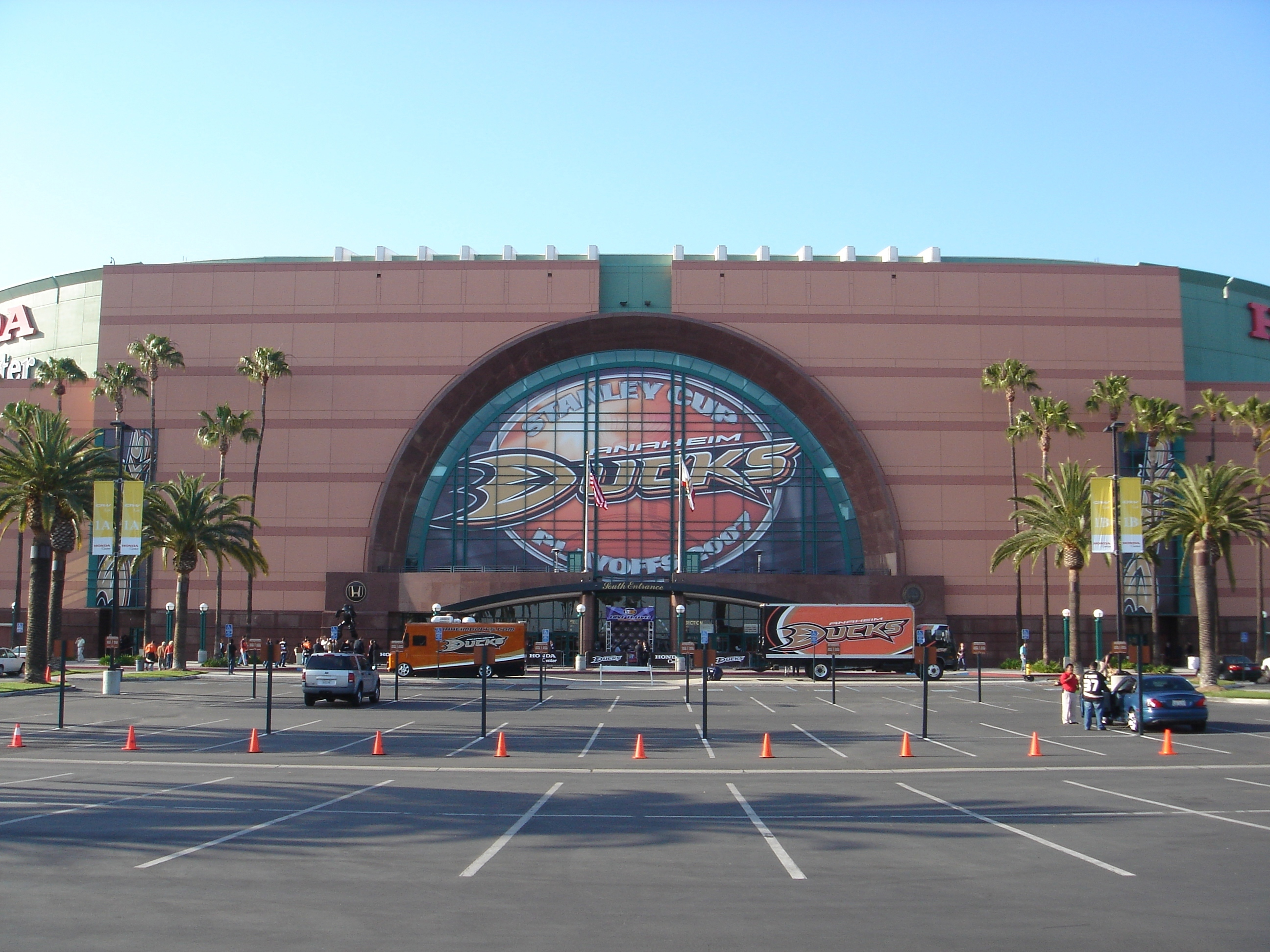
مسابقات جهانی ژیمناستیک هنری ۲۰۰۳

مسابقات جهانی ژیمناستیک هنری ۲۰۰۳ سی و هفتمین دوره مسابقات جهانی ژیمناستیک هنری است که در آناهایم، کالیفرنیا، ایالات متحده آمریکا از ۱۶ تا ۲۴ آگوست ۲۰۰۳ میلادی برگزار شده است.

## جدول مدال‌ها
| رتبه | کشور                | طلا | نقره | برنز | مجموع |
| ---- | ------------------- | --- | ---- | ---- | ----- |
| ۱    | چین                 | ۵   | ۲    | ۱    | ۸     |
| ۲    | ایالات متحده آمریکا | ۵   | ۲    |      | ۷     |
| ۳    | ژاپن                | ۲   |      | ۲    | ۴     |
| ۴    | بلغارستان           | ۲   |      |      | ۲     |
| ۵    | روسیه               | ۱   | ۲    | ۳    | ۶     |
| ۶    | برزیل               | ۱   |      |      | ۱     |
| ۶    | یونان               | ۱   |      |      | ۱     |
| ۶    | ازبکستان            | ۱   |      |      | ۱     |
| ۹    | رومانی              |     | ۴    |      | ۴     |
| ۱۰   | ایتالیا             |     | ۱    | ۲    | ۳     |
| ۱۱   | کره شمالی           |     | ۱    |      | ۱     |
| ۱۲   | کانادا              |     |      | ۲    | ۲     |
| ۱۳   | اسپانیا             |     |      | ۱    | ۱     |
| ۱۳   | بریتانیا            |     |      | ۱    | ۱     |
| ۱۳   | استرالیا            |     |      | ۱    | ۱     |